# Кравченко, Леонид Петрович
Леони́д Петро́вич Кра́вченко (10 мая 1938, Туреевка, Орловская область — 2 июля 2018, Москва) — советский и российский журналист, медиаменеджер, партийный и государственный деятель.
В 1975—2003 годы — главный редактор и руководитель ряда государственных средств массовой информации.
В 1990—1991 годах председатель гостелерадио СССР. Его руководство гостелерадио совпало с периодом гласности и перестройки, инициированными Михаилом Горбачёвым. В этот период он столкнулся с задачей управления советскими СМИ, пытаясь балансировать между ослаблением цензуры и сохранением контроля над информацией. Во время августовского путча 1991 года Кравченко оказался в центре внимания, поскольку гостелерадио играло ключевую роль в распространении информации. Он был обвинён в поддержке путчистов, что привело к его отставке после провала путча и распада СССР.
В 1989—1991 годах — народный депутат СССР. После распада СССР Кравченко продолжал работать в области СМИ, занимая различные руководящие должности.

## Биография

### Ранняя жизнь
Родился 10 мая 1938 года в деревне Туреевка Дубровского района Орловской области.
В первые годы войны с матерью находился у брянских партизан. Отец пропал без вести. Отчим, тоже участник Великой Отечественной войны, вместе с матерью учительствовали в сельской школе. Сначала в Брянской области, а после переезда на Смоленщину — более 40 лет преподавали в Логовской школе Велижского района. Окончил Логовскую семилетнюю школу, затем Велижскую среднюю школу Смоленской области с золотой медалью. В 1956 году поступил на факультет журналистики МГУ.
В 1961 году окончил факультет журналистики МГУ. Свою первую литературную работу — повесть «Встреча со смертью» написал ещё студентом в 1958 году.

### Карьера в СМИ
До 1966 года работал заместителем редактора отдела экономики «Строительной газеты». С 1966 по 1975 годы работал в Телецентрах на Шаболовке и в Останкино — первым заместителем редактора телепередач для Москвы и Московской области. Снял несколько документальных фильмов. С 1975 по 1980 годы — главный редактор газеты «Строительная газета», тираж которой под его руководством за это время увеличился в десять раз — с 62 тысяч до 670 тысяч экземпляров. С 1980 по 1985 годы — главный редактор газеты «Труд», тираж которой под его началом также вырос в два раза до рекордных 19 миллионов 700 тысяч экземпляров, и этот факт нашёл отражение в Книге рекордов Гиннесса.
В августе 1985 года был назначен первым заместителем председателя Государственного комитета СССР по телевидению и радиовещанию (Гостелерадио СССР) на должности которого проработал вплоть до декабря 1988 года. С декабря 1988 по ноябрь 1990 года — генеральный директор Телеграфного агентство СССР (ТАСС).

### Председатель гостелерадио СССР
14 ноября 1990 года указом президента СССР Горбачёва был назначен сначала председателем Государственного комитета СССР по телевидению и радиовещанию, а затем председателем Всесоюзной государственной телерадиокомпании 8 февраля 1991 года. Первое интервью, данное Кравченко в этом качестве, опубликованное в газете «Известия» (номер от 4 декабря 1990 года), было озаглавлено так: Я пришёл, чтобы выполнить волю Президента. Впоследствии эта фраза в оценках современников и позднейших комментаторов стала восприниматься как программное заявление Кравченко на посту главы советского телерадиовещания, хотя сам Кравченко в дальнейшем утверждал, что она была вырвана интервьюировавшим его журналистом из контекста: фраза касалась лишь необходимости выполнения плана реформирования Гостелерадио СССР.

Во время Вильнюсских событий в январе 1991 года снял с эфира почти все крупные программы, давашие объективную информацию из Литвы. Закрыл программу «Взгляд», ввёл цензуру в программе «Телевизионная служба новостей», вернул «доперестроечный» формат программе «Время». В интервью «Независимой газете» Кравченко заявил, что государственное телевидение не имеет права критиковать руководство страны. В Верховном Совете СССР Кравченко заявлял, что хочет объективности от советского телевидения, на уточняющий вопрос от репортёра о том, кто решает что объективно, ответил — «Я решаю». При Кравченко в эфире резко выросла доля развлекательных программ. Из-за проводимой им редакторской политики в этом же году был исключён из Союза журналистов СССР. 
В январе 1991 года ради «уточнения концепции программы» отстранит от эфира ведущих «Взгляда». Затем отдаст распоряжение отключить информационные каналы независимого информационного агентства «Интерфакс», услугами которого пользуются многие западные журналисты. Одновременно в новостных передачах — во «Времени» и ТСН — введёт институт «выпускающих редакторов», которые на деле будут осуществлять функции идеологического контроля над ведущими программ и авторами сюжетов. Вскоре Кравченко отстранит от эфира ведущих ТСН Татьяну Миткову, Евгения Киселёва и Юрия Ростова. В феврале ограничит на треть эфирное вещание «Радио России». По «собственному желанию» с ЦТ уйдёт один из самых популярных телеведущих Владимир Молчанов. Кравченко станет самой одиозной фигурой для журналистской среды — 13 апреля московский Союз журналистов исключит его из своих рядов
19 августа 1991 года подчинился решениям Государственного комитета по чрезвычайному положению и ввёл режим строгой политической цензуры на телевидении, «запретил подавать информацию из Белого дома». 21 августа 1991 года указом президента РСФСР был временно отстранён от должности. 26 августа 1991 года — после подавления августовского путча — указом президента СССР был снят с занимаемой должности.

### Последующая карьера
В 1989—1991 годах — народный депутат СССР, член ЦК КПСС (1990—1991). С 18 мая 1989 по 26 сентября 1991 года — председатель Федерации хоккея СССР.
С 1993 года работал первым заместителем главного редактора «Российской газеты». С 1998 года и на протяжении последующих пяти лет возглавлял им же созданную «Парламентскую газету» — официальный печатный орган Федерального собрания Российской Федерации.
С 1998 по 1999 год член Совета директоров ОАО «ТВ-Столица».
С июля 1998 по июль 1999 года — первый заместитель председателя Совета директоров ОАО «ТВ-Центр».
В первой половине 2000-х годов преподавал на факультете журналистики Московского государственного открытого педагогического университета им. М. А. Шолохова.
В конце 2000-х- начале 2010-х годов — в Высшей школе экономики (был профессором департамента журналистики факультета медиакоммуникаций).
На 2007 год работал в «Строительной газете».
Скончался 2 июля 2018 года в Москве. 5 июля похоронен на Троекуровском кладбище.

### Семья
Был женат. Имел двоих детей: сын Андрей (творческий псевдоним Антон Орехъ) — известный радиожурналист и публицист; дочь Тамара (род. 1961).

## Факты
- Декларировал приверженность жёстким стандартам профессионального мастерства[22]

Мало быть известной личностью, надо соответствовать целому ряду требований, если уж ты берёшь на себя такую смелость. Надо помнить о магнетизме ТВ. Ведь ведущий входит в наш дом, семью, становясь тем самым своим для миллиона людей. Поэтому надо соответствовать и в одежде, и в речи, иначе зритель увидит дурновкусие. Мне самому приходилось отдавать свою запасную рубашку коллегам, а однажды даже гладить брюки Эльдару Рязанову!
- Реагировал на критику журналистов, оппонируя им в прессе полемическими заявлениями такого рода[23]:

Евгений Додолев запускал обо мне такие утки, что мне приходилось объясняться в прямом эфире
- Утверждал, что из-за личной неприязни Бориса Ельцина его вызывали на допросы в Генеральную прокуратуру РСФСР[1]

Августовский путч 1991 года и последовавшие за ним события меня глубоко потрясли. Дело против меня лично возбудил Борис Николаевич Ельцин. Всю осень 1991-го меня — подумаешь, народный депутат СССР! — приглашали в Генеральную прокуратуру РСФСР. Более 12 допросов!
- В книге «Битлы перестройки» приводится утверждение Леонида Кравченко о том, что Влад Листьев «увёл 5 млрд рублей рекламных денег»[25].

## Награды
Награждён двумя орденами Трудового Красного Знамени.

## Книги
- Кто есть кто в мировой политике / Под ред. Л. П. Кравченко. — М.: Политиздат, 1990. — 559 с. — ISBN 5-250-00513-6.
- «Лебединая песня ГКЧП» (2010). «Ровно двадцать пять лет назад в СССР началась перестройка. Она привела к таким катастрофическим последствиям, которых не могли вызвать ни мировые войны, ни революции. Советский Союз был взорван изнутри небольшой группой влиятельных лидеров партии».
- «Как я был телевизионным камикадзе» (2005). «Телевидение 1980-х… начало эпохи гласности и демократизации. Первые телемосты с США, демонстрация запрещенных фильмов, рождение новых передач, появление новых ведущих».
- «Тайны голубого экрана» (1974). «Книга Л. П. Кравченко познакомит читателей с историей возникновения и развития телевидения, с телевизионной техникой, с особенностями телевидения как своеобразного, яркого искусства».
- Документальная повесть «Встреча со смертью».

### Интервью
- Интервью в газете «Новый взгляд» (1992)
- Леонид Кравченко: СССР разрушили Яковлев и Шеварднадзе, 17 августа 2010